# Salomea Genin
Salomea Genin   (Berlín, 31 d'agost de 1932) és una periodista jueva berlinesa. Filla de pares jueus d'origen polonès i rus, la seva mare era de Leòpolis, que van arribar a Berlín el 1928. Juntament amb la seva mare i les seves dues germanes va escapar del Tercer Reich el 1939 fugint a Austràlia on residia el seu oncle. A Melbourne, el 1949 es va unir al Partit Comunista d'Austràlia i, el 1951, va viatjar a Berlín Oriental al Festival Mundial de la Joventut on es va entusiasmar amb la República Democràtica Alemanya. El 1954 va intentar tornar a Berlín, però la RDA no la va deixar immigrar. El 1958 va viure primer a Berlín Occidental i temporalment a Anglaterra, fins que va ser contractada per la Stasi on va treballar fent tasques d'espionatge. A canvi, a partir 1963 se li va permetre traslladar-se a Berlín Est on va treballar per a la radiodifusió estrangera de la RDA i es va convertir en membre del Partit Socialista Unificat d'Alemanya (SED). El 1971 es va unir a la comunitat jueva. El 1982 es va adonar del caràcter dictatorial de l'Estat on volia realitzar el seu ideal comunista i va deixar el SED, abjurant del seu passat. Va rebre tractament psiquiàtric per superar tendències suïcides. Des de 1987 fa conferències sobre els seus dos llibres autobiogràfics parlant de les seves experiències i explicant a les escoles el seu paper en el passat.
Ha escrit dos llibres: Scheindl und Salomea. Von Lemberg nach Berlin (Scheindl –el nom de la seva mare– i Salomea. De Leòpolis a Berlín) i Ich folgte den falschen Göttern. Eine australische Jüdin in der DDR (Vaig seguir els déus incorrectes. Una jueva australiana a l'RDA).